# Сусліков Михайло Львович
Михайло Львович Сусліков (нар. 1 січня 1922, м. Могилів-Подільський Вінницької області — пом. 16 липня 2018, м. Ужгород) — український хореограф та балетмейстер, Народний артист України (1999).

## Походження та навчання
Михайло Сусліков народився в 1922 році в м. Могилів-Подільський Вінницької області.
У 1939 році він закінчив Київський хореографічний технікум.

## Творчість
З 1939 року і до початку німецько-радянської війни Михайло Сусліков працював артистом балету в Київському театрі опери і балету імені Тараса Шевченка.
1941 року був призваний до лав Радянської армії. Став учасником бойових дій.
Після закінчення війни, у 1945—1948 роках він працював артистом балету в Запорізькому музично-драматичному театрі імені М. Щорса. У 1948 році Михайло Сусліков переїздить на Закарптаття. Спочатку три роки (з 1948 по 1951 роки) він артист балету Закарпатського народного хору, а з 1952 по 1955 рік — соліст балету Закарпатської обласної філармонії.
У 1955—1961 роках — художній керівник ансамблю танцю «Свалява» у місті Свалява Закарпатської області — одного з найбільших підприємств Закарпаття — Свалявського лісокомбінату.
З 1961 року М. Сусліков був незмінним художнім керівником заслуженого самодіяльного ансамблю танцю «Юність Закарпаття». Спочатку новостворений колектив працював на базі міського будинку культури, а вже потім — при клубі облпрофради
У 1999 році отримав звання Народного артиста України 

### Поставлені танці
М. Сусліков поставив такі танці: хореографічна картина «Бокораші»; хореографічна композиція «Свято в Карпатах»; хореографічна композиція «Легенда Карпат»; святкова-привітальна «Гуцулка»; березнянська «Карічка»; закарпатський танець «Керечанка» (запис у с. Керецьки Свалявського району); закарпатський танець «Плавянський вертунець» (запис у с. Плав'я Свалявського району); закарпатський народний танець «Дібровчанка» (запис у с. Діброва Тячівського району); хореографічна композиція «Закарпатські візерунки», поставлена для концерту-звіту Закарпатської області в м. Києві (2001); хореографічна композиція «У сім'ї єдиній», яка була присвячена 55-й річниці возз'єднання Закарпаття з Україною (2002).

## Нагороди та звання
- Заслужений працівник культури Української РСР (1967);
- Заслужений артист Української РСР (1980);
- Народний артист України (1999).

## Родина
- донька Людмила Петрецька.
- син Леонід Сусліков